# Atom Rhumba
Atom Rhumba és una banda de música basca formada a Bilbao (Euskadi) el 1996.
El so és una barreja del rock de Nueva York de finals de la dècada del 1970 i Rock and roll de la dècada del 1950 impulsada por una secció rítmica influenciada per James Brown. Tots els seus integrants procedeixen de l'àrea del Gran Bilbao. Han tingut molts canvis de formació, essent Rober!, cantant i compositor principal, qui ha dut les regnes de la banda des de bon començament. Coneguts pel seu enèrgic directe, el so cru dels seus discs (sempre graven en directe a l'estudi) i pel recolzament incondicional de la crítica especialitzada.